# Mario Amadeo
Mario Amadeo (Buenos Aires, 11 de janeiro de 1911 — Buenos Aires, 19 de março de 1983) foi um jornalista e diplomata argentino.
Foi ministro das relações exteriores da Argentina, em 1955.